# وليم كلارك نوريس
وليم كلارك نوريس (بالإنجليزية: William C. Norris)‏ هو قائد عسكري أمريكي، ولد في 20 سبتمبر 1926 في بورت جيرفيس في الولايات المتحدة.